# グリーンコンシューマー
グリーン・コンシューマー（英:Green - Consumer）とは、訳すると「緑の消費者」の意。 この「緑」は「環境にやさしい」を意味しており、 買い物をするときに、できるだけ環境に配慮した製品を選ぶことによって、社会を変えていこうとする消費者のことを言う。また、この動きをグリーン・コンシューマリズムと言う。 

## 歴史
グリーンコンシューマーの活動は、1988年にイギリスで、ジョン・エルキントンとジュリア・ヘインズの共著 『グリーンコンシューマー・ガイド（The Greenconsumer Guide）』が出版されたのを機に展開され、 環境に配慮したやさしいお店や商品を選ぶ運動として、世界各国で取り組みが行われるようになった。日本では1991年、京都市内の全スーパー204店の環境対策や環境に配慮した商品の品揃えをNPO法人環境市民が調べ、日本で最初の地域版グリーンコンシューマーガイド「買い物ガイド・この店が環境にいい」が発行された。この地域版グリーンコンシューマーガイドづくりは、日本で生まれたアイデアであり、その後、日本各地にグリーンコンシューマー活動が広まっていく大きな力になった。